# Hashoter Hatov – Ein guter Polizist
Hashoter Hatov – Ein guter Polizist (hebräisch השוטר הטוב) ist eine israelische Comedy-Drama-Fernsehserie, die von 2015 bis 2019 ausgestrahlt wurde. Netflix erwarb die Rechte und veröffentlichte 2018 ein US-Remake unter dem Namen The Good Cop.

## Inhalt
Danny Konfino ist ein aufrichtiger, aber übermotivierter Polizist, der in einer Zeit arbeitet, in der das Ansehen der Polizei auf einem Tiefpunkt ist. Nachdem er entdeckt, dass seine Freundin ihn betrügt, zieht er zurück in das Haus seiner Eltern, was zunächst als vorübergehende Lösung gedacht war, sich jedoch als dauerhaft erweist. Dort muss er sich mit seinen streitsüchtigen Eltern und seinem kriminellen Bruder auseinandersetzen, was sein Leben komplizierter macht als jeder Tatort.

## Produktion
Die Serie wurde von Erez Aviram und Tomer Aviram entwickelt. In Israel feierte sie 2015 Premiere auf yes Comedy und lief bis 2019. International ist sie unter dem Titel The Good Cop bekannt. In Deutschland kam die Serie unter dem Namen Hashoter Hatov – Ein guter Polizist und kann auf Netflix wahlweise mit deutschen Untertiteln gestreamt werden.